# Bój pod Żabinką (IX 1920)

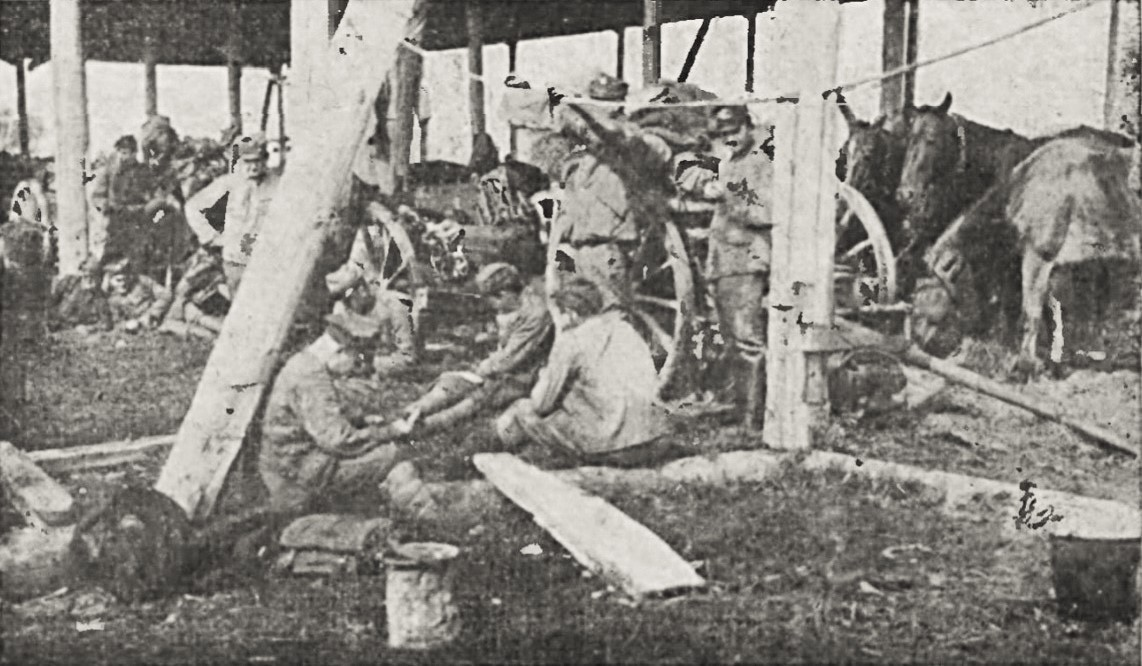
Przed uderzeniem na Żabinkę. Biwak 7/14 p. a. p. Wlkp. pod miejscowością Motykały Duże 4 września 1920

Bój pod Żabinką – walki polskiego 55 pułku piechoty ppłk. Gustawa Paszkiewicza z oddziałami sowieckiej 57 Dywizji Strzelców w czasie ofensywy jesiennej wojsk polskich w okresie wojny polsko-bolszewickiej.

## Sytuacja ogólna
Realizując w drugiej połowie sierpnia 1920 operację warszawską, wojska polskie powstrzymały armie Frontu Zachodniego Michaiła Tuchaczewskiego. 1 Armia gen. Franciszka Latinika zatrzymała sowieckie natarcie na przedmościu warszawskim, 5 Armia gen. Władysława Sikorskiego podjęła działania ofensywne nad Wkrą, a ostateczny cios sowieckim armiom zadał marszałek Józef Piłsudski, wyprowadzając uderzenie znad Wieprza. Zmieniło to radykalnie losy wojny. Od tego momentu Wojsko Polskie było w permanentnej ofensywie.
Po wielkiej bitwie nad Wisłą północny odcinek frontu polsko-sowieckiego zatrzymał się na zachód od linii Niemen – Szczara. Na froncie panował względny spokój, a obie strony reorganizowały swoje oddziały. Wojska Frontu Zachodniego odtworzyły ciągłą linię frontu już 27 sierpnia. Obsadziły one rubież Dąbrówka – Odelsk – Krynki – Grodno – Grodek – Kamieniec Litewski. Stąd Tuchaczewski zamierzał przeprowadzić koncentryczne natarcie na Białystok i Brześć, by dalej ruszyć na Lublin. Uderzenie pomocnicze na południu miała wykonać między innymi 1 Armia Konna Siemiona Budionnego.
Reorganizując siły, Naczelne Dowództwo Wojska Polskiego zlikwidowało dowództwa frontów i rozformowało 1. i 5. Armię. Na froncie przeciwsowieckim rozwinięte zostały 2., 3., 4. i 6. Armia. 4 Armia gen. Leonarda Skierskiego została przerzucona z rejonu Łomży na wschód. Dywizje obsadziły front wzdłuż linii kolejowej Bielsk – Brześć – Włodawa. 14 Dywizja Piechoty obsadziła front od Wilamowicz do Brześcia. Po ściągnięciu posiłków z głębi Rosji bolszewicy uzyskali przewagę na odcinku frontu polskiej 4 Armii. Generał Skierski postanowił uprzedzić uderzenie sowieckie na Brześć. 14 Wielkopolska Dywizja Piechoty rozpoczęła działania w kierunku na Kobryń.

## Walki pod Żabinką
Realizując swoje plany wznowienia operacji zaczepnej, Sowieci koncentrowali dywizje do uderzenia. W Żabince reorganizowała się 57 Dywizja Strzelców. Dowódca 55 pułku piechoty ppłk Gustaw Paszkiewicz zorganizował grupę wypadową w składzie: II batalion 55 pp, 2 i 4 kompania I batalionu, 11 kompania III batalionu, kompania techniczna pułku i 9 bateria 14 pułku artylerii polowej. Grupa w sumie liczyła około 1500 żołnierzy, cztery działa i dwadzieścia ciężkich karabinów maszynowych. Na czele grupy stanął dowódca II batalionu kpt. Edward Korwin-Kossakowski.
8 września grupa wypadowa wyruszyła do działań. Przeniknęła przez linię sowieckich placówek i bez walki rozproszyła zaskoczone pododdziały 517 pułku strzelców, złożone głównie z nowo przybyłych rekrutów. Opanowane po drodze miejscowości obsadziły 2 i 4 kompania. Kompanie 5. i 6. o świcie rozwinęły się w tyralierę i maszerowały na Sokołowo – Olizarowo. 6 kompania zajęła stanowiska na wschód od Żabinki. Saperzy wysadzili most kolejowy na rzece Żabince, a w tym czasie reszta kolumny, we współdziałaniu z 5 kompanią, po krótkiej walce opanowała Żabinkę. Wkrótce Sowieci rozpoczęli serię kontrataków. Artyleria 57 Dywizji Strzelców ostrzeliwała stację Żabinka. Najcięższe walki toczono w rejonie zniszczonego mostu. Tu polską 6 kompanię skutecznie wspierała 9 bateria 14 pułku artylerii polowej, która wzięła na siebie walkę ogniową z sowieckimi pociągami pancernymi.
Następnego dnia przed świtem Sowieci obeszli lasami polskie stanowiska i uderzyli od zachodu na tyły 11 kompanii. Żołnierze zaatakowanej kompanii odparli atak w sposób zaczepny, atakując wroga „na bagnety”. Złożony z rekrutów sowiecki batalion został rozbity. Polacy, tracąc jednego lekko rannego, wzięli około 250 jeńców, w tym dowódcę batalionu. O 5.00 nieprzyjaciel rozpoczął kolejne natarcie, tym razem wzdłuż toru kolejowego. Wspierały je dwa pociągi pancerne. W toku dwugodzinnej walki Polacy obronili swoje pozycje, a natarcie sowieckie zostało załamane. O 8.00 wyszedł kolejny sowiecki kontratak. Czerwonoarmiści ugrupowani byli w typowy dla nich szyk: linie tyralier. Czołową tyralierę Polacy dopuścili na mały dystans i wybili ogniem ckm-ów, po czym uderzyli „na bagnety”. Z powodzeniem odpierano także ataki w kolejnych dniach.

## Bilans walk
W walkach o Żabinkę 57 Dywizja Strzelców straciła dużą liczbę poległych, rannych i wziętych do niewoli. Polacy zdobyli 10 ckm-ów oraz zapasy amunicji i broni, które były zgromadzone w Żabince dla nowego uzupełnienia. 55 pułk piechoty zwycięstwo okupił stratą kilkunastu poległych i rannych. Zajęcie przez oddziały polskie Żabinki zaniepokoiło dowódcę frontu Michaiła Tuchaczewskiego do tego stopnia, że skierował on na ten odcinek frontu wojska, które pierwotnie miały być użyte do działań na kierunku Grodna i Bielska.

Komunikat prasowy Sztabu Generalnego z 9 i 11 września 1920 donosił:

(9 IX) Nasze akcje wypadowe przeprowadzone w poszczególnych punktach frontu doprowadziły do zajęcia miejscowości Kowale, Kuźnica, stacja kolejowa Żabinka, Wielkieryta i Małeryta. Nieprzyjaciel prowadził bardzo zacięte kontrataki, celem odbicia zajętych miejscowości, szczególnie zaś celem odzyskania ważnego punktu węzłowego Żabinki, jednakże bezskutecznie. Ze strony bolszewickiej do akcji na Żabinkę zostało wprowadzonych 7 pułków piechoty. Zdobycz nasza we wspomnianych wypadach wynosi z górą 3300 jeńców, 53 karabiny maszynowe, 4 działa, 1 wagon z amunicją artyleryjską, wiele taborów z materiałem wojennymi i żywnością oraz 2 pociągi pancerne.

 (11 IX) Ataki bolszewickie na stację kolejową Żabinkę odparto, zadając ciężkie straty przeciwnikowi.